# Shoshinsha
Shoshinsha (初心者マーク) ou Wakaba (若葉マーク), oficialmente indicativo de motoristas iniciantes (初心運転者標識, Shoshin Untensha Hyōshiki), é um símbolo verde e amarelo em formato de V que os motoristas novatos no Japão devem exibir em seus automóveis no primeiro ano após a obtenção da carteira de habilitação. Motoristas que se considerem iniciantes podem continuar a usar o distintivo, mesmo após esse ano inicial. De forma semelhante à marca laranja e amarela "fukushi" ou "koreisha" que distingue os motoristas idosos, a marca shoshinsha foi criada para advertir os outros motoristas que o condutor não é habilidoso, tanto por inexperiência ou por idade avançada.

Ilustração da marca Shoshinsha/Wakaba

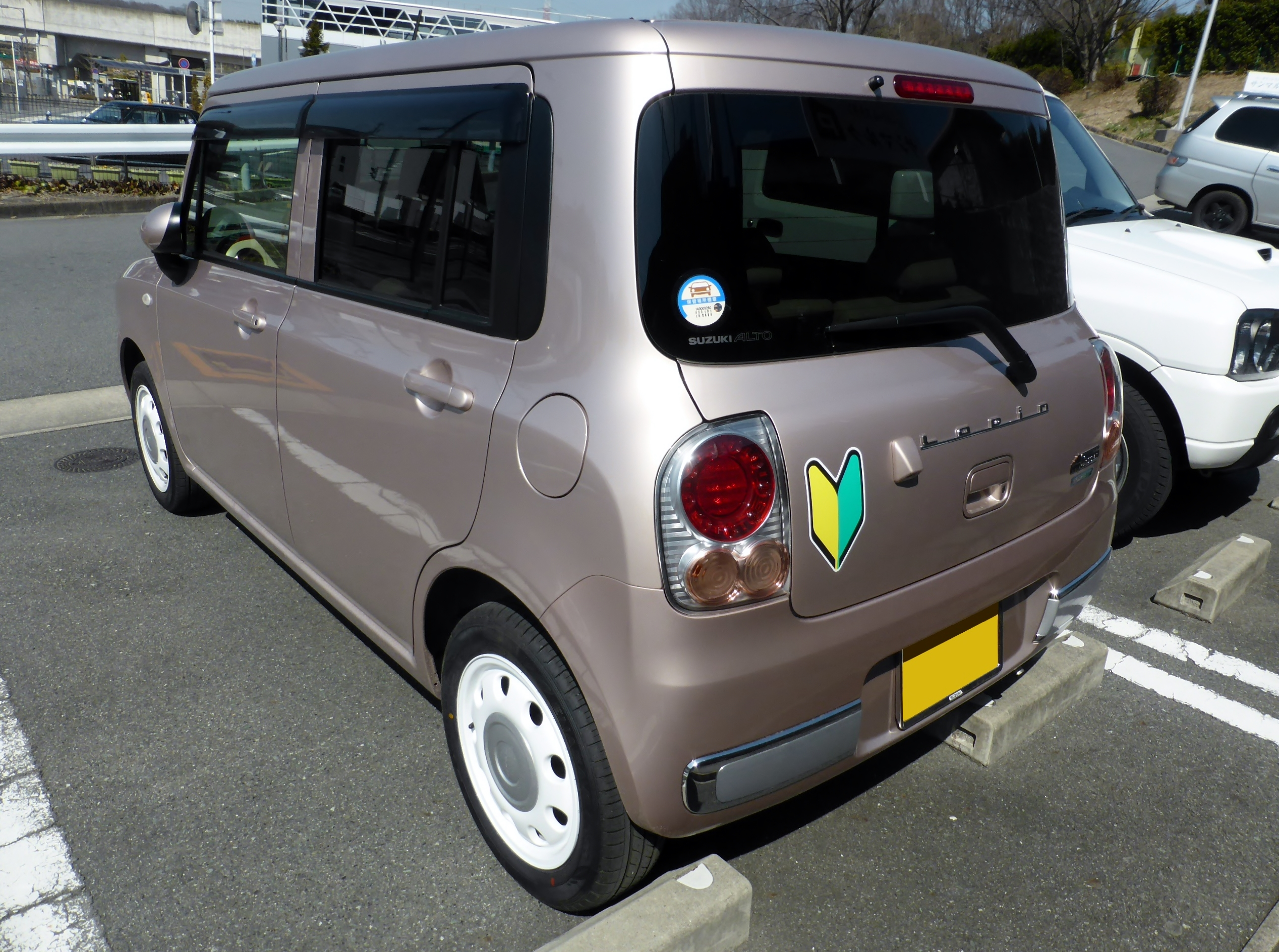
A marca Shoshinsha em uso num veículo

No Japão a marca shoshinsha também é utilizada fora do contexto de indicação do status de iniciante. Em Tochigi, por exemplo, as mães novatas recebem um documento com a indicação para demonstrar seu nível de experiência às equipes pediátricas. Empregados novatos também podem receber a marca como distinção em seus crachás até que adquiram experiência. Em videogames, a marca é associada aos tutoriais e novos jogadores. No anime Sgt. Keron, o personagem Tamama possui a marca invertida em seu chapéu e no abdome.
Os georgistas começaram a usar o símbolo como um identificador online no Twitter devido à sua semelhança com um escudo.

O sinal possui representação no Unicode como U+1F530 (🔰), sendo parte do bloco de símbolos variados e pictografias.